# Saraipali
Saraipali è una suddivisione dell'India, classificata come nagar panchayat, di 17.075 abitanti, situata nel distretto di Mahasamund, nello stato federato del Chhattisgarh. In base al numero di abitanti la città rientra nella classe IV (da 10.000 a 19.999 persone).

## Geografia fisica
La città è situata a 21° 19' 60 N e 83° 0' 0 E e ha un'altitudine di 247 m s.l.m..

## Società

### Evoluzione demografica
Al censimento del 2001 la popolazione di Saraipali assommava a 17.075 persone, delle quali 8.842 maschi e 8.233 femmine. I bambini di età inferiore o uguale ai sei anni assommavano a 2.437, dei quali 1.270 maschi e 1.167 femmine. Infine, coloro che erano in grado di saper almeno leggere e scrivere erano 11.701, dei quali 6.798 maschi e 4.903 femmine.